# T.J. Dillashaw
Tyler Jeffrey Dillashaw, né le 7 février 1986 à Sonora en Californie, est un pratiquant américain d'arts martiaux mixtes (MMA).
Le 24 mai 2014, il ravit le titre des poids coqs de l'UFC à Renan Barão et le défend avec succès à deux reprises.
Dillashaw perd ensuite cette ceinture en janvier 2016 contre l'ancien champion, Dominick Cruz, pour ensuite reprendre le titre en novembre 2017 face à Cody Garbrandt, qui avait battu Cruz par décision unanime quelques mois auparavant.
Fin mars 2019, il abandonne la ceinture après avoir été contrôlé positif à un test antidopage. Il écope par la même occasion d'une suspension d'un an.
Il met fin à sa carrière dans les arts martiaux mixtes le 5 décembre 2022, à l'âge de 36 ans.

## Biographie
Dillashaw nait à Sonora, en Californie le 7 février 1986. Il est le fils de Hal et Janice Dillashaw, et grandit à Angels Camp dans le même État. Il étudie au Bret Harte High School et se forme à la lutte en équipe au lycée. Il est diplômé de Bret Harte en 2004, et s'inscrit à l'université d'État de Californie à Fullerton, où il participe au programme de lutte Titans.

## Parcours en arts martiaux mixtes

### Ultimate Fighting Championship

#### Champion des poids coqs de l'UFC
T.J. Dillashaw était d'abord prévu face à Takeya Mizugaki pour l'UFC 173 du 24 mai 2014.
Cependant avec l'annulation du match entre Chris Weidman et Lyoto Machida, prévu comme combat principal de l'événement, Dillashaw est propulsé comme nouveau prétendant au titre des poids coqs face au champion Renan Barão en vedette de cette soirée.
Peu d'observateurs doutent d'un nouveau succès du champion brésilien et c'est donc avec beaucoup de surprise que Dillashaw domine les débats dès le premier round. Déjà vraisemblablement devant aux points dans le cinquième et dernier round, le lutteur américain envoie un coup de pied à la tête qui écroule son adversaire avant d'enchainer avec quelques coups de poing pour remporter la victoire par TKO.
T.J. Dillashaw devient alors le nouveau champion des poids coqs de l'UFC et décroche les bonus du combat de la soirée et de performance de la soirée.
Après ce résultat peu attendu, un nouveau combat entre les deux athlètes est rapidement programmé pour l'UFC 177 du 30 août 2014.
Mais à la veille de la pesée, Barão est admis à l'hôpital à cause de sa coupe de poids. C'est alors le nouveau venu à l'UFC, Joe Soto, ancien champion au sein du Bellator et déjà prévu au sein de la phase préliminaire de la soirée, qui le remplace au pied levé.
Dans un combat qui se déroule surtout debout, le champion prend réellement le contrôle du match dès le troisième round. Dans le cinquième et dernier effort, il envoie son adversaire au tapis avec un coup de pied à la tête et continue avec quelques coups de poing pour s'assurer une victoire par TKO.
T.J. Dillashaw conserve ainsi sa ceinture et décroche un nouveau bonus de performance de la soirée.
Après une victoire de l'ancien champion, Dominick Cruz, de retour à la compétition en septembre 2014, ce dernier est annoncé comme le prochain prétendant au titre.
Mais trois mois plus tard, une nouvelle blessure au ligament croisé antérieur, l'écarte à nouveau de la compétition pour une durée indéterminée.
En janvier 2015, c'est encore un nouveau match face à Renan Barão qui est prévu pour l'UFC 186 du 25 avril.
Cependant, c'est cette fois-ci une blessure aux côtes de l'Américain un mois avant l'échéance qui annule cette date.
Dillashaw et Barão se rencontrent finalement une seconde fois en vedette de l'UFC on Fox 16, le 25 juillet 2015.
L'Américain domine les débats et vient presque à bout de son adversaire par coups de poing à la fin du troisième round. C'est finalement au début de la quatrième reprise que le champion vainc le Brésilien par TKO
et remporte ainsi à nouveau un bonus de performance de la soirée.
Après une occasion manquée fin 2014, T.J. Dillashaw et l'ancien champion des poids coqs de l'UFC, Dominick Cruz, sont programmés en vedette de l'UFC Fight Night 81 du 17 janvier 2016.
Avant ce combat, le champion change d'équipe, quittant la Team Alpha Male dont il était membre depuis six ans pour rejoindre l'Elevation Fight Team basée à Denver.
Après cinq rounds serrés et disputés, c'est finalement Cruz qui remporte cet affrontement et récupère la ceinture par décision partagée (48-47, 46-49 et 49-46).
Il se montre un peu plus précis et efficace que son adversaire debout et l'amène par quatre fois au sol contre une seule pour Dillashaw.
Les deux hommes remportent le bonus du combat de la soirée.
Il perd son titre face à Dominick Cruz sur décision partagé  lors de l'UFC Fight Night 91 le 17 janvier 2016.
Il met fin à sa carrière dans les arts martiaux mixtes le 5 décembre 2022, à l'âge de 36 ans.

## Distinctions
- Ultimate Fighting Championship
  - Champion poids coqs de l'UFC (2014-2016; 2017-)
  - Combat de la soirée (deux fois)
  - Performance de la soirée (quatre fois)

## Palmarès en arts martiaux mixtes
| 22 combats     | 17 victoires | 5 défaites |
| Par KO         | 8            | 3          |
| Par soumission | 3            | 0          |
| Sur décision   | 6            | 2          |

| Résultat | Record | Adversaire         | Méthode                                        | Événement                                | Date             | Round | Temps | Lieu                                    | Notes |
| -------- | ------ | ------------------ | ---------------------------------------------- | ---------------------------------------- | ---------------- | ----- | ----- | --------------------------------------- | --- |
| Défaite  | 17-5   | Aljamain Sterling  | TKO (blessure à l’épaule)                      | UFC 280 : Oliveira vs. Makhachev         | 22 octobre 2022  | 2     | 3:44  | Abou Dabi, Émirats arabes unis          | Pour le titre des poids coqs de l'UFC. Retraite quelque temps après.                                                                                          |
| Victoire | 17-4   | Cory Sandhagen     | Décision partagée                              | UFC Fight Night: Sandhagen vs. Dillashaw | 25 juillet 2021  | 5     | 5:00  | Las Vegas, Nevada, États-Unis           | |
| Défaite  | 16-4   | Henry Cejudo       | TKO (coups de poing)                           | UFC Fight Night: Cejudo vs. Dillashaw    | 19 janvier 2019  | 1     | 0:32  | Brooklyn, Ney York, États-Unis          | Début chez les poids mouches. Pour le titre des poids mouches de l'UFC.                                                                                       |
| Victoire | 16-3   | Cody Garbrandt     | TKO (genou et coups de poing)                  | UFC 227: Dillashaw vs. Garbrandt 2       | 4 août 2018      | 1     | 4:10  | Los Angeles, California, États-Unis     | Défend le titre des poids coqs de l'UFC. Performance de la soirée. Abandonne le titre en mars 2019 après avoir échoué le test antidopage (EPO) du 18 janvier. |
| Victoire | 15-3   | Cody Garbrandt     | TKO (coups de poing)                           | UFC 217: Bisping vs. St-Pierre           | 4 novembre 2017  | 2     | 2:41  | New York, New York, États-Unis          | Remporte le titre des poids coqs de l'UFC. Performance de la soirée.                                                                                          |
| Victoire | 14-3   | John Lineker       | Décision unanime                               | UFC 207: Nunes vs. Rousey                | 30 décembre 2016 | 3     | 5:00  | Las Vegas, Nevada, États-Unis           | |
| Victoire | 13-3   | Raphael Assunção   | Décision unanime                               | UFC 200: Tate vs. Nunes                  | 9 juillet 2016   | 3     | 5:00  | Las Vegas, Nevada, États-Unis           | |
| Défaite  | 12-3   | Dominick Cruz      | Décision partagée                              | UFC Fight Night: Dillashaw vs. Cruz      | 17 janvier 2016  | 5     | 5:00  | Boston, Massachusetts, États-Unis       | Perd le titre des poids coqs de l'UFC. Combat de la soirée.                                                                                                   |
| Victoire | 12-2   | Renan Barão        | TKO (coups de poing)                           | UFC on Fox: Dillashaw vs. Barão II       | 25 juillet 2015  | 4     | 0:35  | Chicago, Illinois, États-Unis           | Défend le titre des poids coqs de l'UFC. Performance de la soirée.                                                                                            |
| Victoire | 11-2   | Joe Soto           | KO (coup de pied à la tête et coups de poing)  | UFC 177: Dillashaw vs. Soto              | 30 août 2014     | 5     | 2:20  | Sacramento, Californie, États-Unis      | Défend le titre des poids coqs de l'UFC. Performance de la soirée.                                                                                            |
| Victoire | 10-2   | Renan Barão        | TKO (coup de pied à la tête et coups de poing) | UFC 173: Barão vs. Dillashaw             | 24 mai 2014      | 5     | 2:26  | Las Vegas, Nevada, États-Unis           | Remporte le titre des poids coqs de l'UFC. Combat de la soirée. Performance de la soirée.                                                                     |
| Victoire | 9-2    | Mike Easton        | Décision unanime                               | UFC Fight Night: Rockhold vs. Philippou  | 15 janvier 2014  | 3     | 5:00  | Duluth, Géorgie, États-Unis             | |
| Défaite  | 8-2    | Raphael Assunção   | Décision partagée                              | UFC Fight Night: Maia vs. Shields        | 9 octobre 2013   | 3     | 5:00  | Barueri, Brésil                         | Combat de la soirée. |
| Victoire | 8-1    | Hugo Viana         | TKO (coups de poing)                           | UFC on Fox: Henderson vs. Melendez       | 20 avril 2013    | 1     | 4:22  | San José, Californie, États-Unis        | |
| Victoire | 7-1    | Issei Tamura       | KO (head kick et poings)                       | UFC 158: St.Pierre vs. Diaz              | 16 mars 2013     | 2     | 0:26  | Montréal, Québec, Canada                | |
| Victoire | 6-1    | Vaughan Lee        | Soumission (neck crank)                        | UFC on Fuel TV: Muñoz vs. Weidman        | 11 juillet 2012  | 1     | 2:23  | San José, Californie, États-Unis        | |
| Victoire | 5-1    | Walel Watson       | Décision unanime                               | UFC on Fuel TV: Sanchez vs. Ellenberger  | 15 février 2010  | 3     | 5:00  | Omaha, Nebraska, États-Unis             | |
| Défaite  | 4-1    | John Dodson        | TKO (coups de poing)                           | The Ultimate Fighter 14 Finale           | 3 décembre 2011  | 1     | 1:54  | Las Vegas, Nevada, États-Unis           | |
| Victoire | 4-0    | Taylor McCorriston | TKO (coups de poing)                           | Capitol Fighting Championships           | 20 novembre 2010 | 3     | 1:07  | Sacramento, Californie, États-Unis      | |
| Victoire | 3-0    | Mike Suarez        | Soumission (étranglement arrière)              | Rebel Fighter: Domination                | 2 octobre 2010   | 1     | 2:42  | Roseville, Californie, États-Unis       | |
| Victoire | 2-0    | Brandon Drucker    | Soumission (étranglement arrière)              | Fight for Wrestling 1                    | 22 mai 2010      | 1     | 2:46  | San Luis Obispo, Californie, États-Unis | |
| Victoire | 1-0    | Czar Sklavos       | Décision unanime                               | KOTC: Legacy                             | 26 mars 2010     | 3     | 5:00  | Reno, Nevada, États-Unis                | |